# Sergej Makarov (friidrottare)
Sergej Aleksandrovitj Makarov (ryska: Сергей Александрович Макаров), född 19 mars 1973 i Podolsk, är en rysk friidrottare (spjutkastare). 
Makarov genombrott kom vid Olympiska sommarspelen 1996 i Atlanta där han slutade på sjätte plats med ett kast på 85.30. Han deltog även vid VM 1997 i Aten där han slutade på femte plats. Nästa mästerskapsstart blev VM 1999 i Sevilla där hans 83.20 bara räckte till en nionde plats. 
Makarovs andra olympiska start var Olympiska sommarspelen 2000 i Sydney där han kastade 88.67 vilket gav honom en bronsmedalj slagen av Jan Železný och Steve Backley. Vid VM 2001 i Edmonton blev det bara en sjunde plats med ett kast på 83.64.
Under 2002 kastade Makarov 92.61 vid en tävling i Sheffield, ett kast som placerar honom trea genom alla tider. Samma år deltog han på EM i München där han blev silvermedaljör efter Backley. 2003 lyckade Makarov vinna VM-guld vid VM i Paris med ett kast på 85.44, samma år vann han även IAAF World Athletics Final i Monaco. 
Makarov deltog vid Olympiska sommarspelen 2004 i Aten där han åter blev bronsmedaljör med ett kast på 84.84 denna gång slagen av Andreas Thorkildsen och Vadims Vasiļevskis. En bronsmedalj räckte även de 83.54 han kastade vid VM i Helsingfors 2005, denna gång var det Andrus Värnik och Thorkildsen som blev hans övermän.
Makarov deltog vid både VM 2007 och vid Olympiska sommarspelen 2008 utan att ta sig vidare till finalomgångarna.